# Malena Morgan
Malena Morgan, pseudonimo di Carly Morrison (23 giugno 1991), è un'ex attrice pornografica statunitense.

## Biografia
Cresciuta nel Midwest della costa della Florida, ha lavorato come hostess al ristorante Cracker Barrel. Ha frequentato la scuola superiore conseguendo il diploma nel 2008.
Nel 2011 si trasferisce a Los Angeles, in California, per intraprendere la carriera nel settore per adulti. Dopo aver inizialmente posato come modella di nudo per webcam, ha iniziato a recitare in film hardcore. Ha posato per Twistys Magazine del settembre 2011 e per il numero di novembre 2011 di Penthouse, di cui è stata ragazza copertina. Altre pubblicazioni per adulti per cui ha posato e di cui è stata ragazza copertina sono Chéri, Swank, Barely Legal e International Club. Risiede in California, USA.
Nel 2014 ha annunciato il ritiro dalle scene pornografiche, ma l'anno successivo è tornata a girare nuove scene.

## Filmografia
- Better Off Alone (2011)
- Champion (2011)
- Fantasy Girls: Glamour Solos (2011)
- Forbidden Freedom, regia di Eric Holman e Eliot Shear (2011)
- Forced to Strip (2011)
- KissMe Girl 9 (2011)
- Lesbian Bridal Stories 5 (2011)
- Naked Peril of Gracie and Pals (2011)
- Next Door and Alone (2011)
- Riding Solo 2 (2011)
- Torrid Tales of Costume Bondage (2011)
- All Natural: Glamour Solos 3, regia di Tammy Sands (2012)
- Fantasy Solos 4, regia di Flowers (2012)
- Festival of Feet2 (2012)
- Girl On Girl Fantasies 3 (2012)
- I Kiss Girls 2, regia di Tammy Sands (2012)
- KissMe Girl 10 (2012)
- KissMe Girl 11 (2012)
- Lesbian Sex 6 (2012)
- Me and My Girlfriend 1, regia di Tammy Sands (2012)
- Please Make Me Lesbian 6 (2012)
- Sloppy Girl 6 (2012)
- Sloppy Girl 7 (2012)
- Tape Bound 14 (2012)
- We Live Together.com 23 (2012)
- Young Pussy Lust 1 (2012)
- Young Pussy Lust 2 (2012)
- All Natural: Glamour Solos 4, regia di Tammy Sands (2013)
- Glamour Solos 2, regia di Tammy Sands (2013)
- Glamour Solos 3. regia di Tammy Sands (2013)
- We Live Together.com 25 (2013)
- We Live Together.com 26 (2013)
- We Live Together.com 27 (2013)
- We Live Together.com 28 (2013)
- We Live Together.com 29 (2013)
- We Live Together.com 30 (2013)
- Pleasure or Pain (2013)
- Members Only (2014)
- Molly's Life 25 (2014)
- We Live Together.com 31 (2014)
- We Live Together.com 33 (2014)
- We Live Together.com 34 (2014)